# Брунс, Дмитрий Владимирович
Дми́трий Влади́мирович Брунс (латыш. Dmitrijs Brūns, эст. Dmitri Bruns; 11 января 1929, Рига — 21 марта 2020, Таллин) — советский и эстонский архитектор-градостроитель. Заслуженный архитектор Эстонской ССР. Кавалер гербового знака города Таллина.

## Биография

### Детство
Дмитрий Брунс родился 11 января 1929 года в Риге, в семье русских эмигрантов.
Семья отца Дмитрия, Владимира Леонтьевича Брунса, обрусевшие немцы, была родом из Москвы, их фамилия писалась как Bruhns. В начале 1910-х годов дедушка Дмитрия приехал в Таллин, где стал работать финансовым директором на строительстве завода Беккера; во времена Первой Эстонской Республики работал в страховом обществе Спорледера (Sporlederi kindlustusselts), в советское время — в «Госстрахе». Бабушка Дмитрия по отцу, в девичестве Бломериус (Blomerius), до конца жизни работала зубным врачом в Копли.
В годы Эстонской освободительной войны отец Дмитрия служил в Северо-Западной армии.
Мать Дмитрия, Мария Александровна Брунс (в девичестве Захарова), была родом из Санкт-Петербурга. Бабушка Дмитрия по материнской линии, Мария Веске (Maria Veske), была обрусевшей эстонкой, родственницей российского филолога Михкеля Веске. Она вышла замуж за русского по фамилии Захаров, а после смерти последнего — за принаровского эстонца Августа Таббура (August Tabbur), с которым в начале 1920-х годов была оптирована в Эстонию. До переезда в Эстонию мать Дмитрия закончила Петроградскую большую драматическую студию, была актрисой Мариинского театра.
Родители Дмитрия познакомились в Копли, в 1923 году обвенчались в русской церкви, которая находилась на месте нынешнего цветочного магазина «Канникезе» (улица Виллема Реймана, дом 9). Когда в Риге в середине 1920-х годов был основан профессиональный русский театр, Марию Брунс пригласили туда на работу, и супруги переехали в Ригу. В 1929 году родился Дмитрий, их единственный ребёнок. Поначалу отец Дмитрия работал служащим, после экономического кризиса — рабочим на ткацкой мануфактуре. В детстве летние месяцы Дмитрий проводил в Копли, где проживали бабушки и дедушки как по материнской, так и по отцовской линии.

### В Советской Эстонии
Отец Дмитрия был репрессирован в 1940 году и сослан в Коми, где погиб в 1942 году, будучи одним из руководителей Ретюнинского восстания политзаключённых в Усть-Усинском лагере. Советской властью реабилитирован не был.
В 1942 году Дмитрий вместе с матерью переехал в Таллин. В 1946 году закончил с серебряной медалью Таллинскую 6-ю среднюю школу с русским языком обучения (в настоящее время — Таллинская Центральная русская гимназия). Поехал поступать в Московский авиационный институт (с детства увлекался авиамоделированием), но получил отказ, который объяснили отсутствием места в общежитии. Брунс же уверен, что причина была другая: советский авиаконструктор не может быть сыном «врага народа».
В 1946—1953 годах получил специальность архитектора в Ленинградском инженерно-строительном институте. В 1951 году женился на сокурснице Ольге. В 1954—1955 годах работал в Таллине, в проектной организации «Эстонпроект» под руководством Алара Котли.
В 1955—1959 годах Дмитрий Брунс был первым секретарем одного из таллинских райкомов комсомола, затем — Таллинского горкома комсомола. В 1955 году был принят в Союз архитекторов Эстонской ССР, с 1959 года являлся его секретарём, в 1961—1979 годах — ответственным секретарём.
Исключительные организаторские способности Дмитрия Брунса особенно хорошо проявились в 1960—1980 годах, когда он был начальником Главного архитектурно-планировочного управления Исполкома Таллинского городского совета народных депутатов (главным архитектором Таллина). С одной стороны он руководил планированием новых жилых районов (Мустамяэ, Ыйсмяэ, Ласнамяэ), с другой стороны, вместе со своим коллегой и другом Расмусом Кангропоолом (почти 40 лет возглавлявшим Инспекцию охраны памятников старины), боролся за сохранение Старого города Таллина. В 1968 году Брунс защитил кандидатскую диссертацию на тему реконструкции таллинского микрорайона Кельдримяэ (которая, однако, в дальнейшем проходила на основе типовых проектов того времени вопреки его рекомендациям). Затем последовала его докторская работа при Таллинском исследовательском институте строительства.
Пиковым периодом деятельности Брунса стала подготовка в 1970-х годах столицы Эстонии к проведению Олимпийской регаты 1980 года. Строительство олимпийских объектов (Центр парусного спорта, улица Пирита, Горхолл, гостиница «Олимпия», Таллинская телебашня, Главпочтамт и др.) требовало очень дипломатичного координирования. Благодаря хорошим контактам с немецкими коллегами, Брунс смог использовать опыт Киля, где была проведена Олимпийская регата 1972 года.
У чиновников, связанных с организацией Олимпийской регаты, возник вопрос относительно гостиницы «Олимпия»: «Почему именно 28 этажей?». Дмитрий Брунс нашёл смекалистый ответ: «После того, как мы построили 22-этажную гостиницу „Виру“, латыши возвели 27-этажную «Латвию», теперь наступил наш черёд построить 28-этажную гостиницу».
С 1980 года и до выхода Эстонии из состава СССР в 1991 году Дмитрий Брунс был руководителем лаборатории перспективных проблем городского строительства и архитектурного отдела Института строительства Эстонии.

### В Эстонской Республике
В 1991—2000 годах Дмитрий Брунс руководил архитектурным бюро «AB projekt». До конца жизни он занимался исследованием формирования городского облика Таллина.

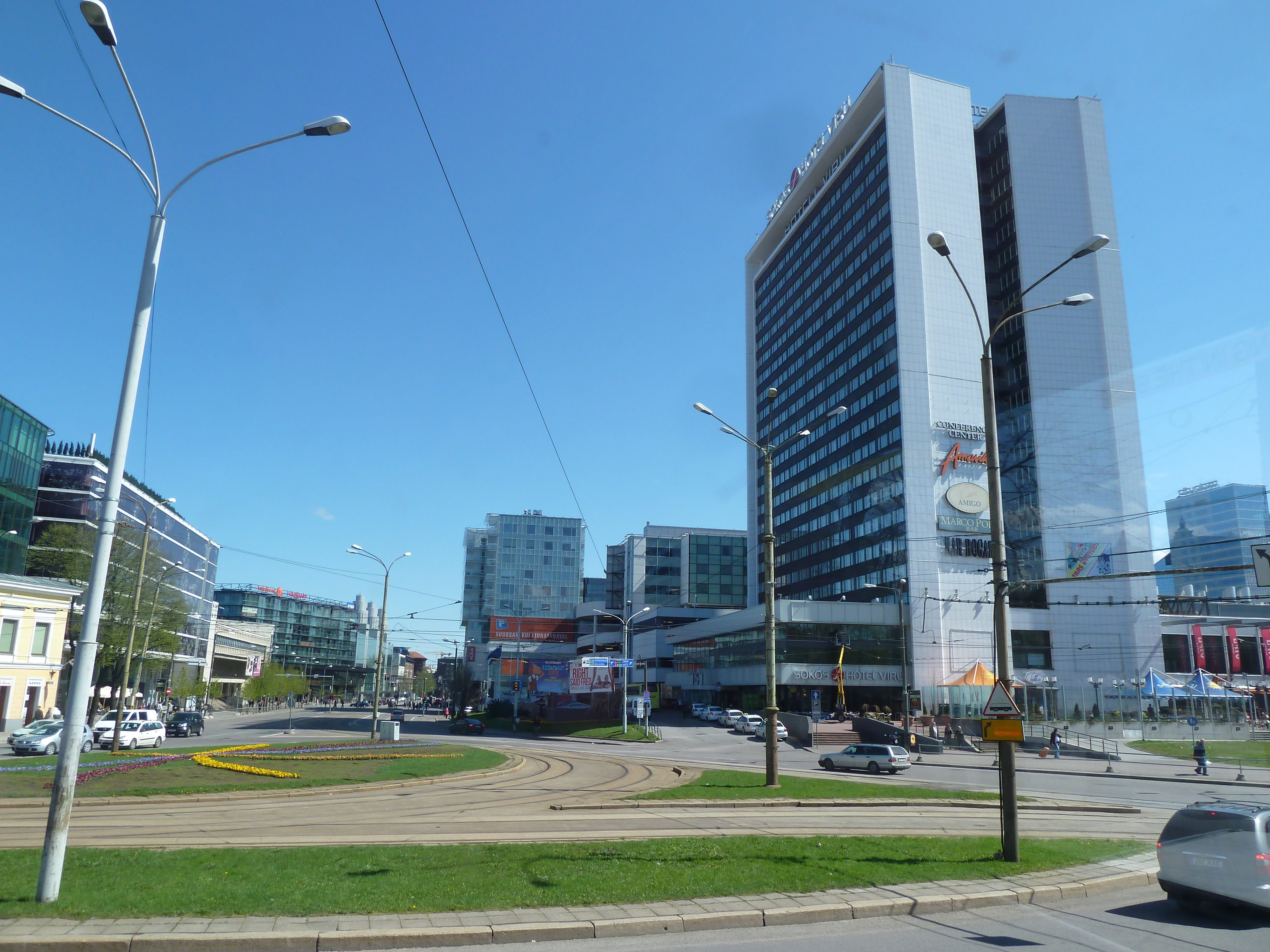
Гостиница «Виру» и площадь Виру

В своей книге воспоминаний, изданной в 2007 году, Дмитрий Брунс сделал удивительное признание: «Моя самая большая ошибка в качестве главного архитектора заключалась в том, что я согласился, даже поддержал, строительство гостиницы „Виру“ на её нынешнем месте. Правда, очень многие коллеги не считают это ошибкой. Но для меня это не легче: я знаю, я убеждён, что это была ошибка города и моя личная ошибка…». В последние годы жизни Дмитрий Брунс считал, что гостиница должна была быть построена на берегу моря на окраине Кадриорга, а не в центре города.

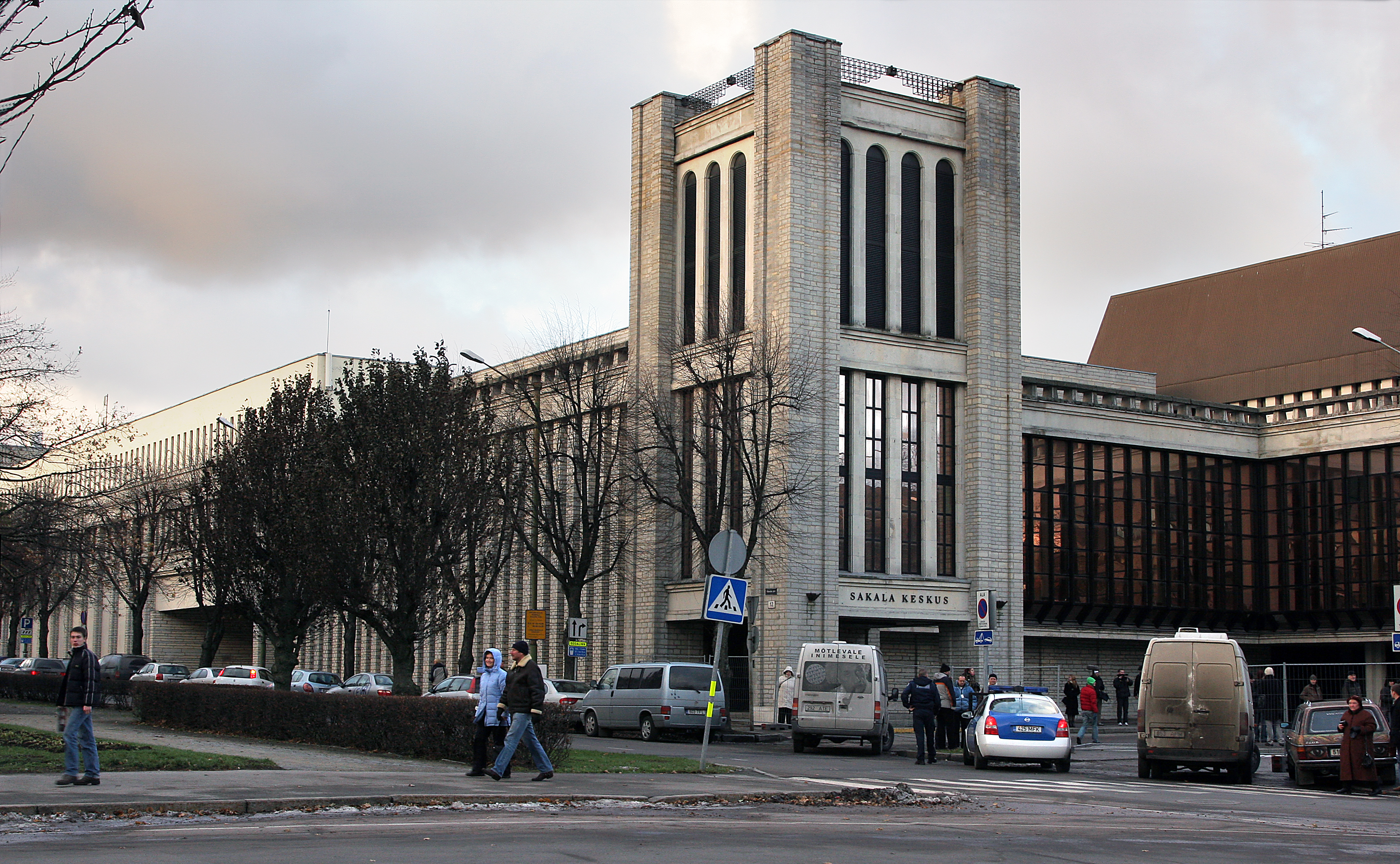
Центр «Sakala» в 2006 году

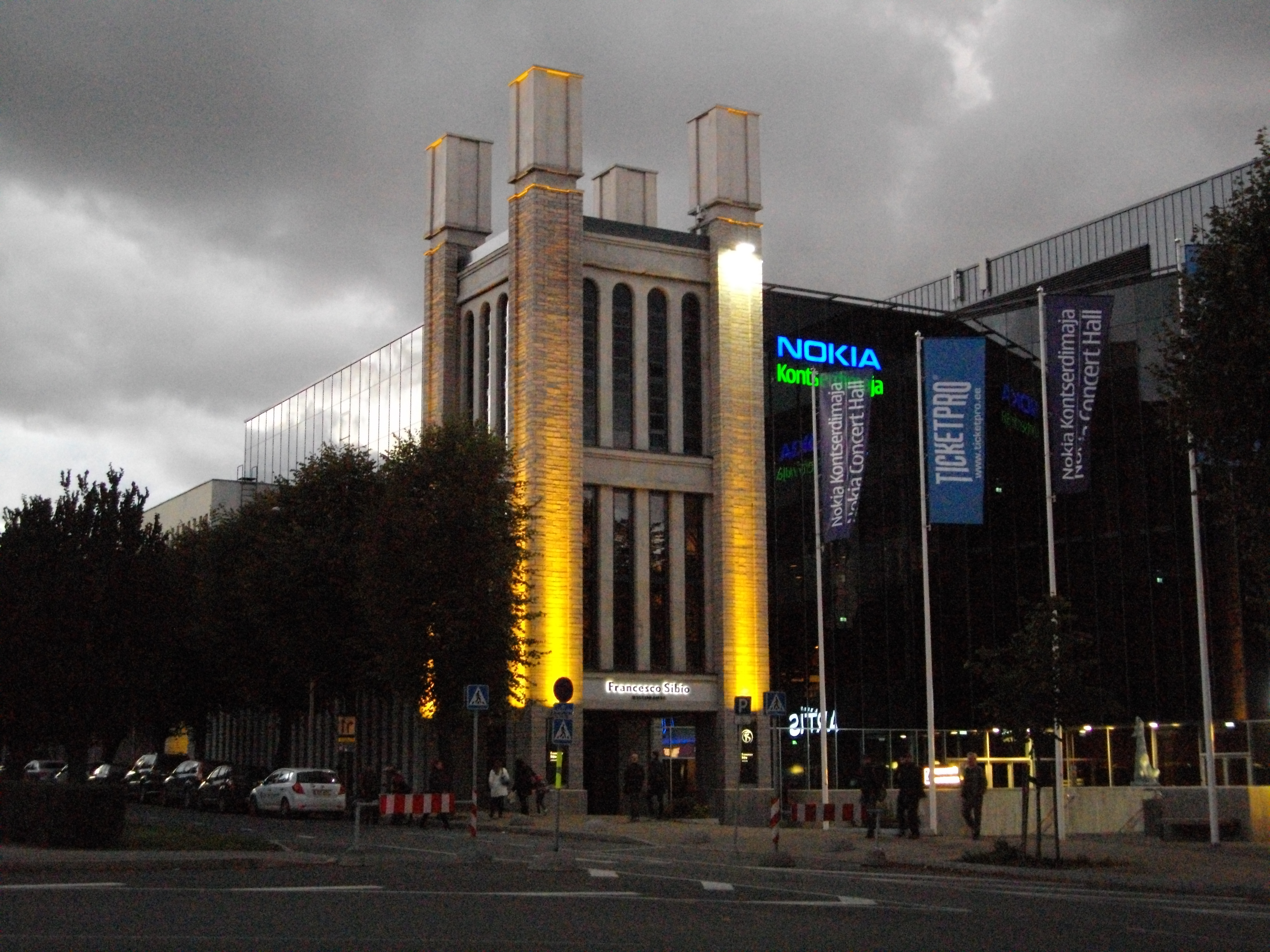
Центр «Solaris» в 2011 году

Эстонский журналист и искусствовед Антс Юске в 2008 году писал: «Брунс исходил из того, что главная площадь города всё же должна открываться видом зелени, и хранил приведённую в книге фотографию, сделанную с крыши театра „Эстония“ в 1950 году. Не хочу даже думать о том, какого он мнения о торговом центре «Виру». Ведь при нём началось захламление места, предназначенного для главной площади…».
Известная эстонская журналистка Нелли Кузнецова после прочтения воспоминаний Дмитрия Брунса писала: «А теперь-то у гостиницы „Виру“ уж и площади нет. Вообще это удивительно: город остался почти без площадей, есть лишь одна, да и та занята парковкой. Существует ли нечто подобное в других столицах мира?».
В 1960-е годы Таллин развивался по конкретному генеральному проекту. «Сейчас решения чаще принимаются на основе эмоций. В результате получился лабиринт высотных зданий», — сетовал Брунс в 2009 году, который и на пенсии не терял интереса к вопросам городского планирования и научного формирования силуэта Таллина. Ему не нравилась градостроительная стихия последних лет. Когда он побывал в Меривялья, его не впечатлил вид оттуда на городской пейзаж Таллина. Кроме того, он переживал, что из-за новых зданий с холма Ласнамяги больше не видно Старого города. Дмитрий Владимирович сожалел о перестройке центра «Сакала». «Он имел характер таллинской архитектуры, а „Солярис“ — бездушная космополитическая архитектура», — говорил он.
Брунс считал, в советское время слово специалиста было весомее, чем сейчас, когда многое решают политики и деньги.

Сейчас цель застройщиков чаще всего в том, чтобы недвижимость, в которую они вкладывают деньги, как можно быстрее стала давать прибыль. Я же мечтаю о том, чтобы состоятельные люди вкладывали деньги и просто в красоту,
 — говорил Дмитрий Брунс.

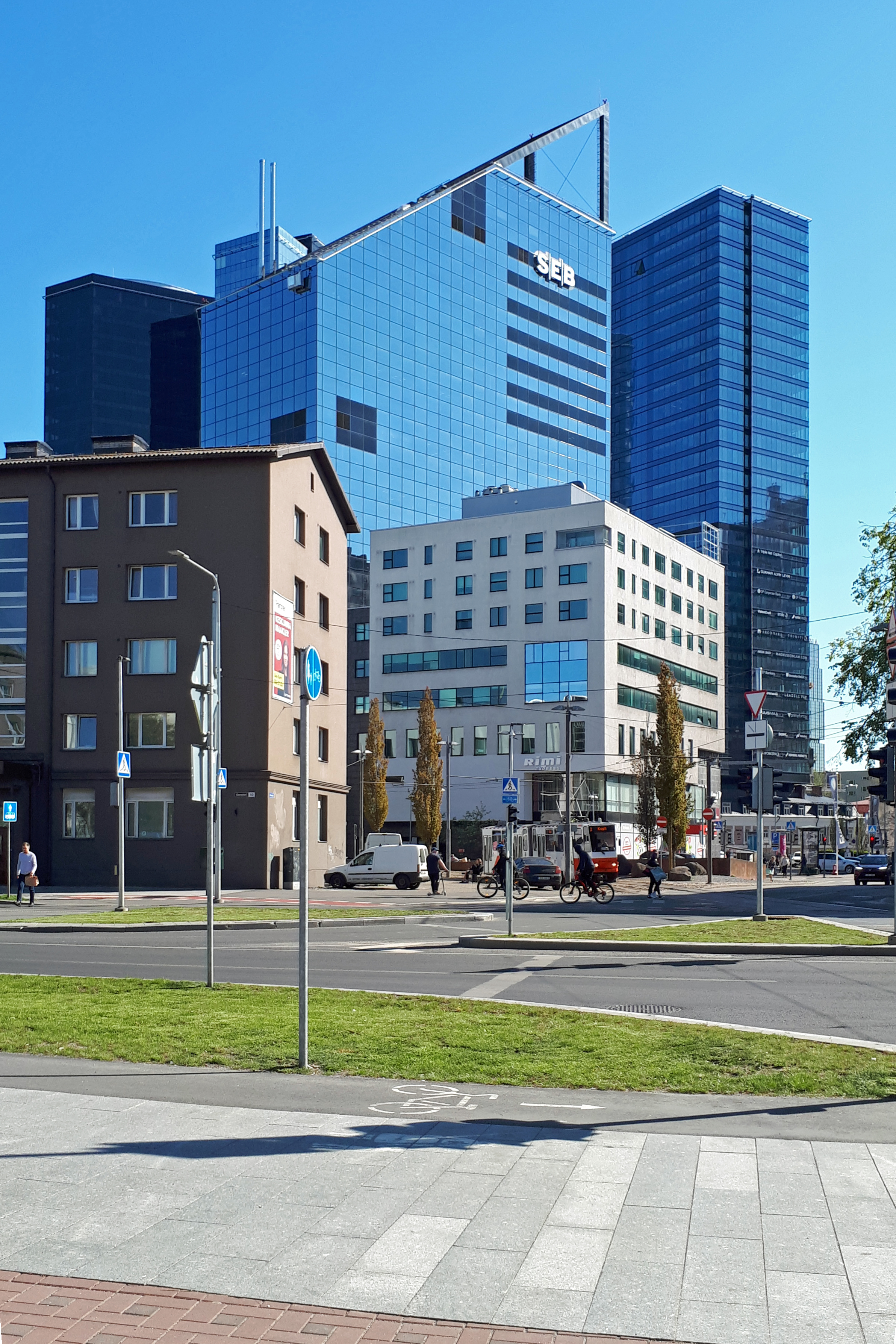
Перекрёсток улиц Манеэжи, Гонсиори и Кивисилла
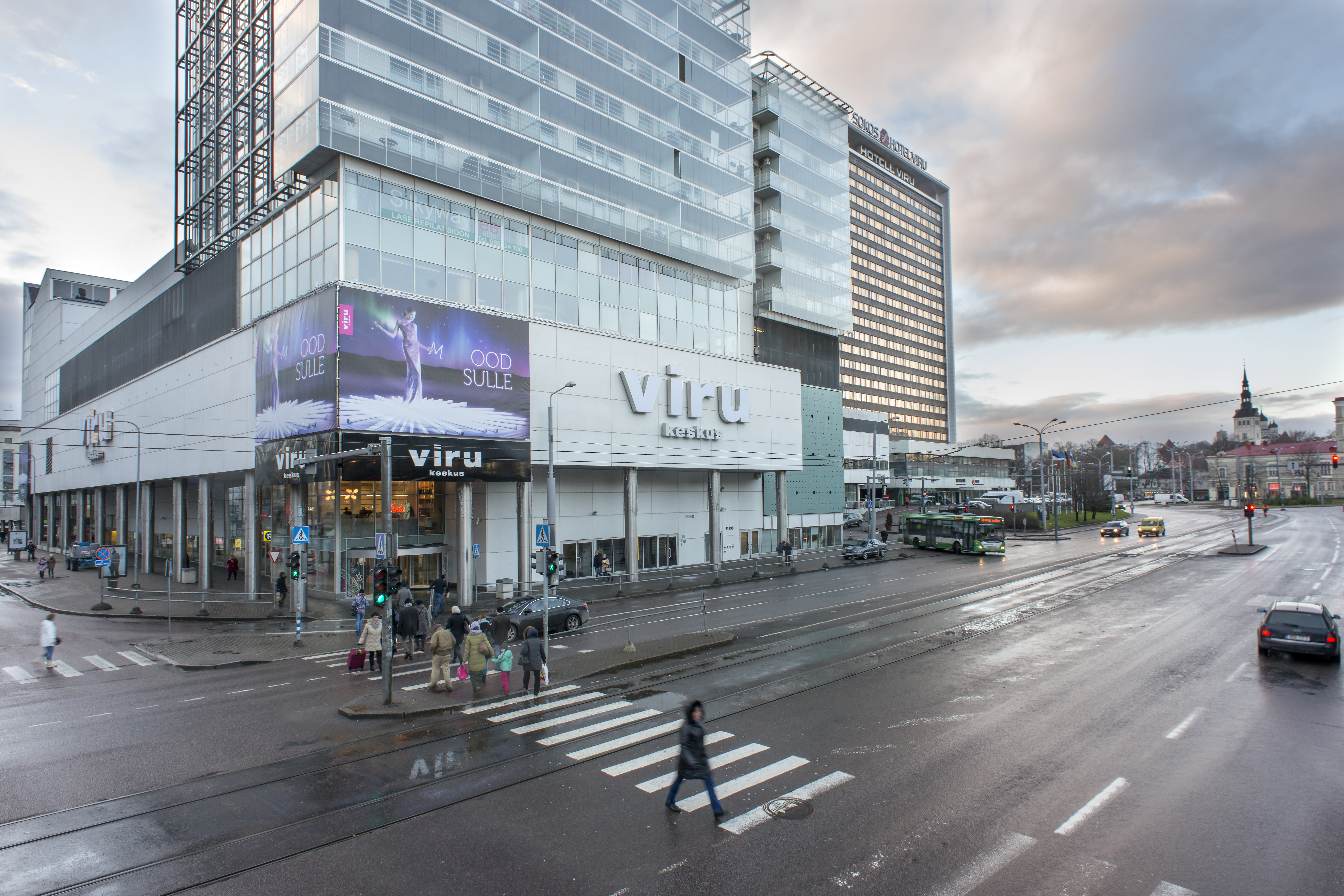
Торговый центр «Виру» и 10-этажный жилой дом
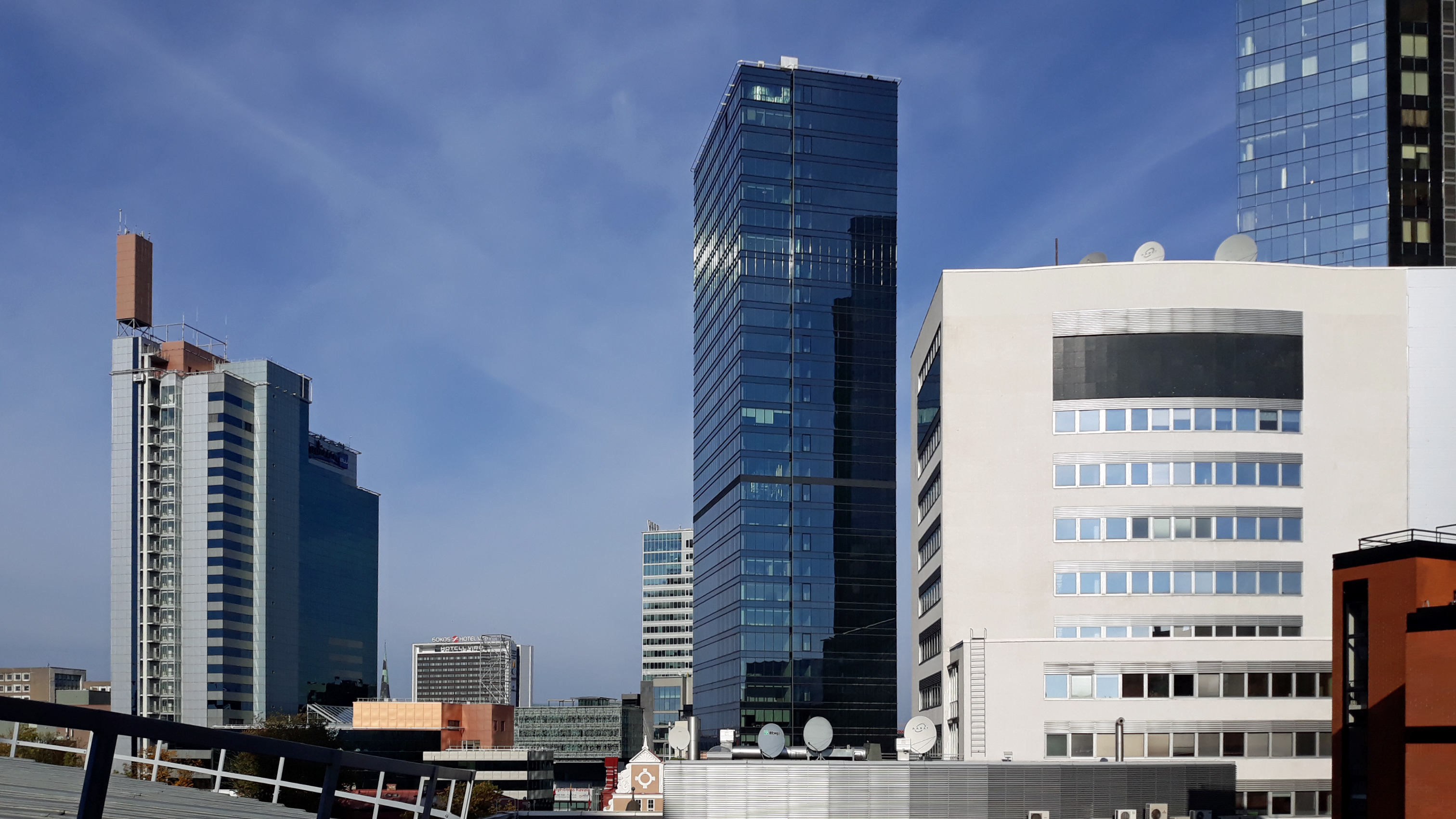
Высотные дома в центре Таллина
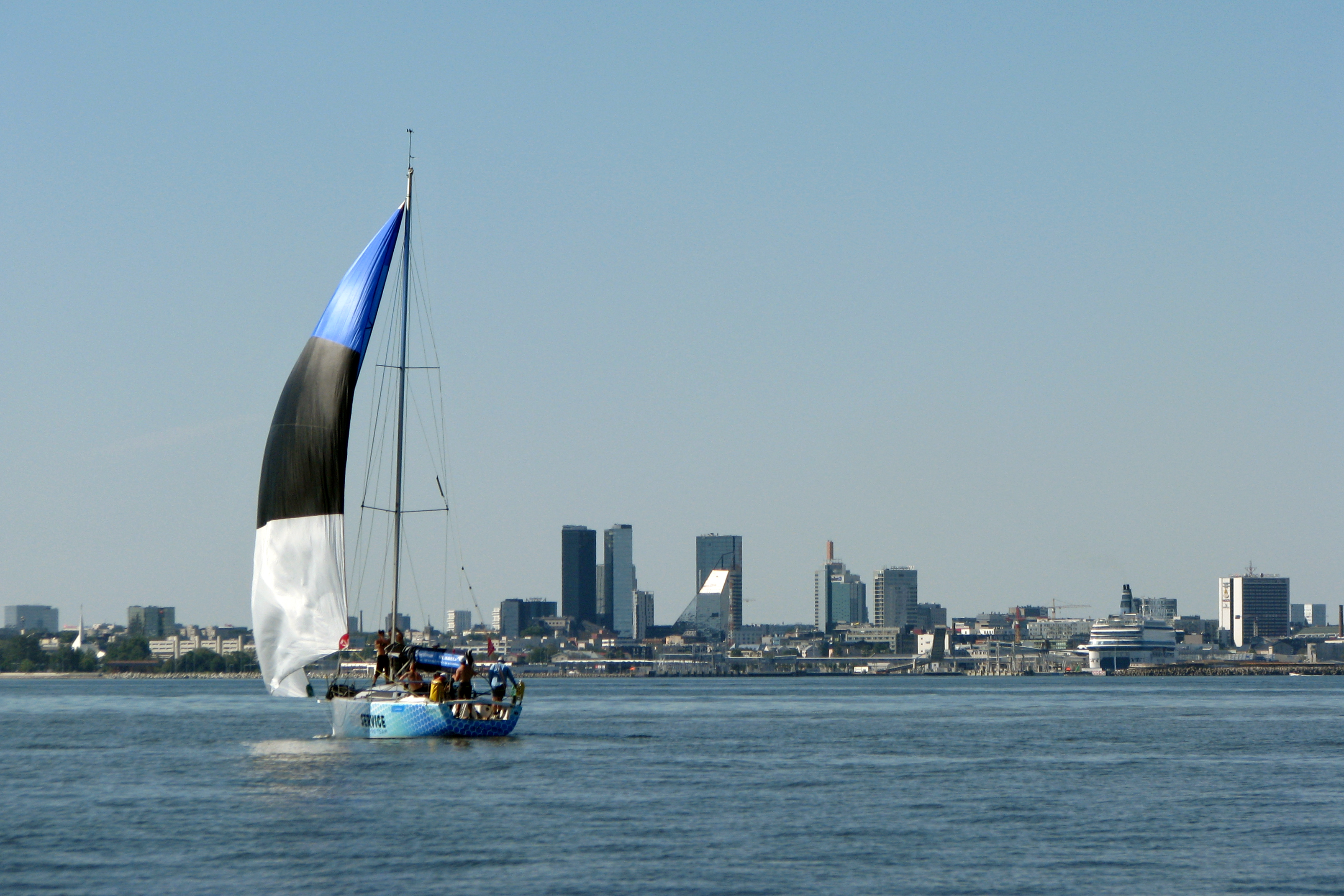
Вид на центр Таллина с моря

Дмитрия Брунса вспоминают как настоящего профессионала и человека кристальной честности и принципиальности, которые сочетались с добротой к людям, отзывчивостью к их бедам, готовностью прийти на помощь и подлинной интеллигентностью. Играл на рояле, в молодости любил джаз.
Дмитрий Брунс умер 21 марта 2020 года в Таллине на 92-м году жизни. Похоронен на таллинском кладбище Сизелинна рядом с супругой.

## Работа

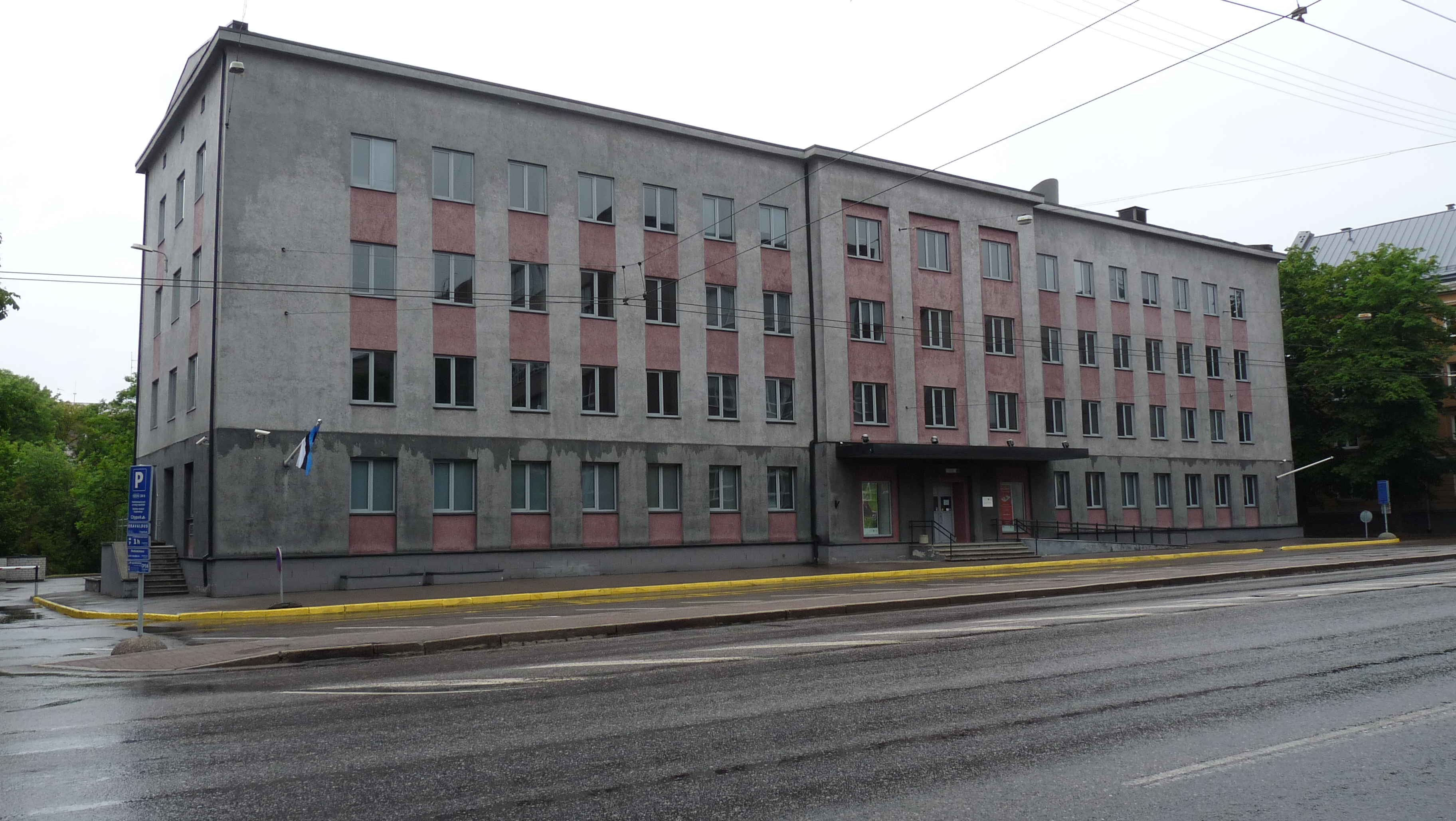
Улица Эндла, бывший Клуб строителей

### Здания и проекты
- 1952 год — здание Пярнуского областного комитета КП Эстонии (соавторы Харальд Арман, Григорий Шумовский, Ольга Брунс и Март Порт. Не осуществлён)[18];
- 1955—1959 годы — Клуб строителей, улица Эндла 8, Таллин (соавтор Эстер Лийберг (Ester Liiberg))[3];
- 1955 — типовой проект детского сада на 125 мест (соавторы Алар Котли и Март Порт)[19];
- 1961 — детальная планировка Таллина;
- 1968 — генеральный план развития города Таллина (с соавторами)[9]
- 1971 — генеральный плана развития города Таллина (с соавторами) и др.

### Сохранение Старого города
Бесспорной заслугой Дмитрия Брунса является сохранение Старого города Таллина. В пылу нового строительства и главенствования духа модернистской архитектуры в эстонской столице планировалось снести половину Старого города за ратушей, чтобы построить новый жилой район от Балтийского вокзала до аэропорта и возвести там новое здание исполкома. В качестве обоснования этого утверждалось, что в том районе царила лишь малоценная архитектура балтийских немцев.
По инициативе Брунса в советскую политику защиты старины было впервые введено понятие «район с ценной культурно-исторической средой», то есть ценными считались не только отдельные строения, но и целые ансамбли зданий. Отсюда произошло и другое понятие — «охранная территория Старого города».
Сам Брунс своей заслугой тоже считал то, что вместе со своими единомышленниками в 1966 году добился признания Старого Таллина достойным государственной охраны. Решающей в этом стала подпись тогдашнего секретаря горкома партии Вайно Вяльяса. Три десятилетия спустя это облегчило включение столицы Эстонии в список объектов Всемирного наследия ЮНЕСКО.
В 1980 году, общаясь с делегацией из ФРГ, члены которой восхищались Старым городом Таллина, Дмитрий Брунс рассказал им, что во время Второй мировой войны нацисты увезли городские архивные документы, которые передали библиотеке Гейдельбергского университета. Один из участников делегации попросил Брунса выслать ему точные наименования всех интересующих эстонских архитекторов документов. Такой список был составлен совместно с инспекцией по охране памятников архитектуры при горисполкоме и отослан. Через несколько месяцев из Западной Германии пришла посылка, в которой находились четыре больших катушки с микрофотоплёнкой. Они были переданы Таллинскому городскому музею.

## Награды и звания

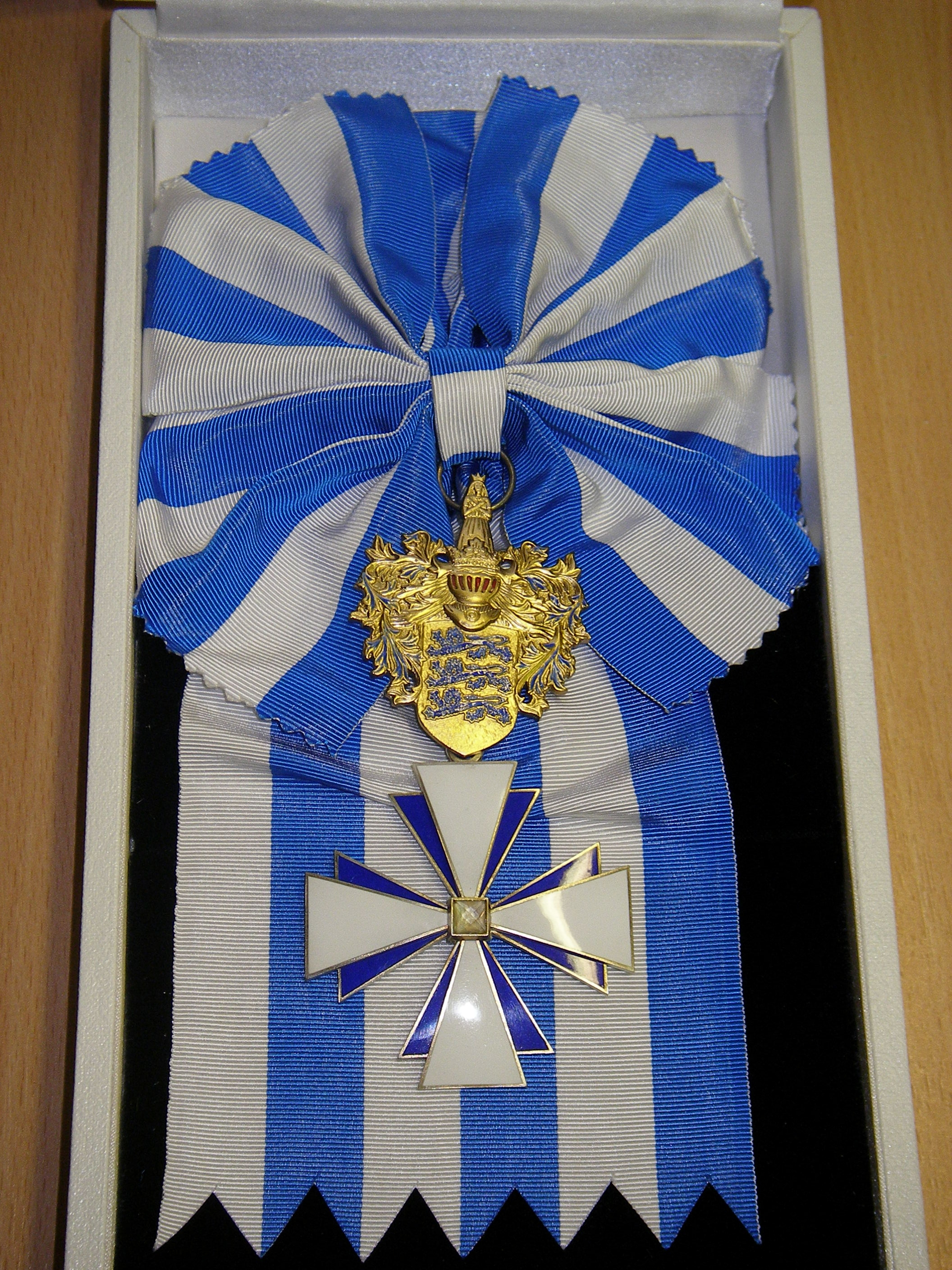
Гербовый знак города Таллина

- 1973 — Заслуженный архитектор Эстонской ССР[3]
- 1991 — Член-корреспондент Немецкой академии городского строительства и регионального планирования[3]
- 2003 — Гербовый знак города Таллина (почётный знак «За заслуги перед Таллином»)[3]

## Семья
- Мать — Мария Александровна Брунс, в девичестве Захарова (1900—1994).
- Отец — Владимир Леонтьевич Брунс (1900—1942).
- Жена — Ольга Владимировна Брунс, архитектор (1929—2003).
- Дочь — Елена Дмитриевна Брунс, дизайнер компьютерной графики и художественный оформитель.

### Лекция
- Dmitri Bruns. «Linna kujunemislugu» (Дмитрий Брунс. «История города»). Ööülikool, 2007 (звуковой файл) (эст.)

### Видео
- Главный архитектор Таллина Д. Брунс о зданиях, возведённых к Олимпиаде-80 в Таллине. Youtube (рус.)